# Sojusz Lewicy Demokratycznej
De Alliantie van Democratisch Links (SLD) (Pools: Sojusz Lewicy Demokratycznej) is een Poolse centrumlinkse (sociaaldemocratische) partij, die werd opgericht op 15 april 1999. In de jaren 1991-1999 bestond de SLD reeds als coalitie van een groot aantal linkse partijen, vakbonden en maatschappelijke organisaties.

## Programma
De SLD noemt zich een moderne, sociaaldemocratische partij. Tot de programmapunten behoren:
- verzorgingsstaat,
- zaken als onderwijs en gezondheidszorg dienen in handen van de staat te blijven,
- een strikte scheiding tussen kerk en staat,
- religieuze tolerantie,
- gelijkberechtiging voor vrouwen en mannen,
- progressieve belasting,
- verhoging van het minimumloon,
- legalisering van geregistreerd partnerschap, abortus, euthanasie en softdrugs,
- financiering van in-vitrofertilisatie uit de staatskas,
- voor opheffing van het Nationaal Herinneringsinstituut,
- tegen herinvoering van de doodstraf,
- tegen opheffing van de districten en de Senaat.

## Geschiedenis
Na de val van het communisme in Polen was het snel gedaan met de Poolse Verenigde Arbeiderspartij PZPR, die het land tot 1989 alleen had geregeerd. In januari 1990 werd de PZPR formeel opgeheven. Onmiddellijk hierop werd een nieuwe partij opgericht, de Sociaaldemocratie van de Republiek Polen (SdRP), die als opvolger van de PZPR zowel haar eigendommen als het merendeel van haar leden overnam. De SdRP vertegenwoordigde vooral de gematigde vleugel van de oude PZPR, alsmede een groot aantal vakbonden en andere non-gouvernementele organisaties; het zogenaamde "beton" van de PZPR werd buitengesloten, terwijl een groep meer hervormingsgezinde ex-communisten de Poolse Sociaaldemocratische Unie oprichtten, die later op zou gaan in de Unie van de Arbeid. Oprichters van de SdRP waren twee oud-partijsecretarissen van de PZPR, Leszek Miller en Józef Oleksy, en voormalig minister van Jeugdzaken Aleksander Kwaśniewski. Kwaśniewski werd voorzitter van de nieuwe partij, Miller werd secretaris-generaal.
Op 16 juli 1991 werd de SdRP onderdeel van een coalitie van enkele tientallen linkse partijen, vakbonden en andere groeperingen, de Alliantie van Democratisch Links (SLD). Het doel van deze coalitie was het vormen van een blok waarmee zou worden deelgenomen aan de verkiezingen van 1991. Voor de verkiezingen van 1993 en 1997 werd de coalitie hernieuwd met een nieuwe coalitieovereenkomst, al was de lijst van deelnemende organisaties aan verandering onderhevig. De drijvende kracht achter de SLD was steeds de SdRP en de meeste leden van de achtereenvolgende SLD-fracties in de Sejm en de Senaat waren dan ook uit deze partij afkomstig.
Nadat een grondwetswijziging het voor maatschappelijke organisaties niet langer mogelijk maakte kandidaten te stellen voor de Sejm en de Senaat, werd de SLD op 15 april 1999 omgevormd tot een politieke partij. De SdRP hield hiermee op te bestaan. Enkele andere partijen die voordien deel uit hadden gemaakt van de SLD (waaronder de Poolse Socialistische Partij, PPS), traden niet toe tot de nieuwe partij.

## Verkiezingsresultaten
Bij de verkiezingen van 1991 behaalde de SLD met 11,99% van de stemmen 60 (van de 460) zetels in de Sejm en 4 (van de 100) in de Senaat. In het sterk versplinterde politieke landschap werd het in grootte daarmee de tweede fractie in de Sejm. Omdat samenwerking met de ex-communisten in die tijd voor de meeste partijen nog steeds taboe was, bleef de groepering in de oppositie.
De verkiezingen van 1993 werden met 20,41% van de stemmen gewonnen door de SLD: zij verkreeg 171 zetels in de Sejm en 37 in de Senaat. Hierop vormde de SLD een coalitieregering met de Poolse Volkspartij (PSL), die over 127 zetels beschikte. Premier van de nieuwe regering werd PSL-leider Waldemar Pawlak. Ook na het aftreden van Pawlak als premier bleef de SLD deel uitmaken van twee coalitieregeringen met de PSL onder leiding van Józef Oleksy (1995-1996) en Włodzimierz Cimoszewicz (1996-1997). Bij de presidentsverkiezingen van 1995 versloeg SLD-kandidaat Aleksander Kwaśniewski de zittende president Lech Wałęsa.
Hoewel de SLD bij de verkiezingen van 1997 27,13% van de stemmen won, viel zij terug tot 164 zetels in de Sejm en 28 in de Senaat. De grote winnaar van de verkiezingen was de rechtse formatie Verkiezingsactie Solidariteit (AWS). De SLD kwam terug in de oppositie.
Aan de verkiezingen van 2001 werd door de SLD - inmiddels omgevormd tot politieke partij - deelgenomen in een coalitie met de Unie van de Arbeid (UP). Deze coalitie, SLD-UP genaamd, behaalde een historische overwinning van 41,04% van de stemmen: 216 zetels in de Sejm en 75 in de Senaat. Hierop kwam een coalitieregering tot stand van SLD, UP en PSL onder leiding van Leszek Miller, die in functie bleef tot 2 mei 2004. Hij werd opgevolgd door zijn partijgenoot Marek Belka. In mei 2003 werd de PSL uit de coalitie gezet.

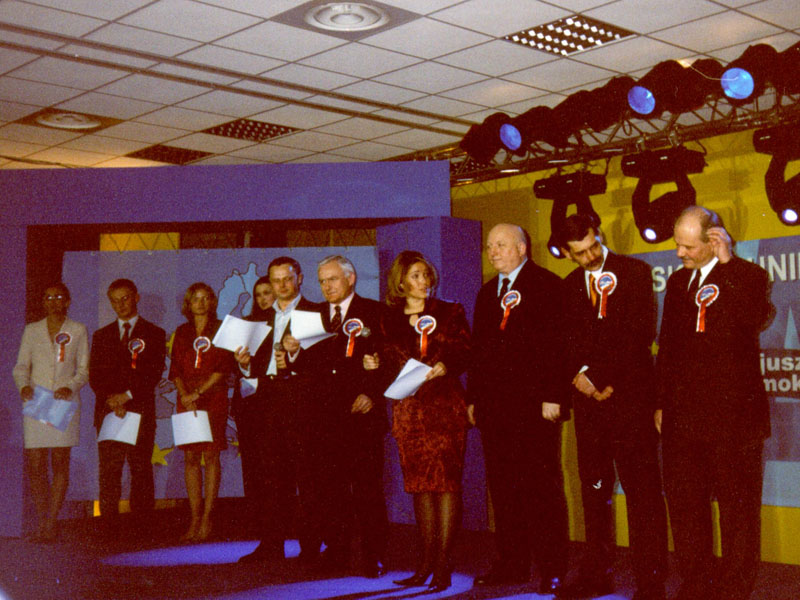
SLD-prominenten op een bijeenkomst vóór toetreding tot de Europese Unie, 2003

De drie achtereenvolgende SLD-regeringen hebben actief bijgedragen aan de toetreding van Polen tot de Europese Unie alsmede aan een sterke economische groei, waarbij wel de staatsschuld opliep en het tekort op de handelsbalans opliep. Toch raakte de SLD dankzij vele schandalen en affaires (met name de Rywin-affaire) in verval en in 2004 kreeg de partij bij de Europese Verkiezingen van 2004 minder dan 10% van de stemmen. Op 26 maart van dat jaar stapte Sejm-voorzitter Marek Borowski samen met andere vooraanstaande SLD-leden uit de partij en richtte een nieuwe partij op, de Sociaaldemocratie van Polen (SDPL). Als gevolg van deze terugval moest Leszek Miller in maart van dat jaar aftreden als partijleider en op 2 mei als premier. Als partijvoorzitter werd hij opgevolgd door Krzysztof Janik, als premier door Marek Belka. In december 2004 werd het voorzitterschap overgenomen door oud-premier Józef Oleksy. De leegloop uit de SLD bleef echter doorgaan en Oleksy moest al spoedig aftreden na verdenkingen dat hij voor de KGB zou hebben gewerkt, zodat op 29 mei 2005 een volledig nieuw bestuur werd gekozen. De nieuwe partijleider werd Wojciech Olejniczak, die tot dan toe minister van Landbouw in de regering van Belka was geweest.
De veranderingen mochten echter nauwelijks baten en de SLD werd de grote verliezer van de verkiezingen van 2005: de partij behaalde nog slechts 11,31% van de stemmen en werd met 55 zetels in de Sejm de vierde partij; de partij verdween uit de Senaat. Bij de presidentsverkiezingen van dat jaar verging het de SLD al niet veel beter: Włodzimierz Cimoszewicz, kandidaat van de SLD maar zelf geen lid van de partij, raakte tijdens de campagne in opspraak wegens verdenkingen van corruptie en moest zich voortijdig terugtrekken; overigens werd zijn naam kort na de verkiezingen volledig gezuiverd. Na deze verkiezingen werd Polen geregeerd door een rechtse president, Lech Kaczyński, en twee rechtse regeringen onder leiding van Kazimierz Marcinkiewicz en Jarosław Kaczyński. Dit had een mobiliserende uitwerking op het centrum en de linkervleugel van de Poolse politiek. Voor de regionale verkiezingen van 2006 sloot de SLD opnieuw een coalitieovereenkomst, ditmaal met de UP, de SDPL en de Democratische Partij onder de naam Links en Democraten (LiD).
De coalitie LiD deed ook mee aan de parlementsverkiezingen van 2007, maar het succes bleef uit: met 13,15% van de stemmen behaalde de coalitie 53 zetels in de Sejm (waarvan 40 voor de SLD) en 1 in de Senaat. In april 2008 viel de LiD uit elkaar. Op 22 april 2008 ontstond in de Sejm een nieuwe fractie genaamd "Links" (Pools: Lewica), die naast de SLD uit enkele voormalige leden van de SDPL bestond, maar later weer werd hernoemd tot "SLD".
Olejniczak bleef als partijvoorzitter aan tot mei 2008 en zou in 2009 naar het Europees Parlement verhuizen. Zijn opvolger werd Grzegorz Napieralski. In december 2009 schoof de SLD oud-minister van Defensie Jerzy Szmajdziński naar voren als presidentskandidaat voor de presidentsverkiezingen in 2010. Nadat deze om het leven was gekomen bij de vliegramp bij Smolensk, werd Napieralski zelf kandidaat van de SLD. Hij haalde 13,68% van de stemmen en kwam daarmee op de derde plaats, na Donald Tusk en Jarosław Kaczyński.
Bij de parlementsverkiezingen in 2011 behaalde de SLD het tot dan toe slechtste resultaat uit haar geschiedenis: 8,24% van de stemmen en 27 zetels in de Sejm (ten opzichte van de vorige verkiezingen een verlies van 26). Hierop trad Napieralski af als partijvoorzitter. Hij werd opgevolgd door oud-premier Leszek Miller. Onder diens leiding werd de dalende lijn van de SLD echter voortgezet. Bij de presidentsverkiezingen van 2015 behaalde SLD-kandidate Magdalena Ogórek slechts 2,38% van de stemmen. Voor de parlementsverkiezingen later dat jaar sloot de SLD een alliantie met onder meer Twój Ruch van Janusz Palikot en de Unia Pracy onder de naam Zjednoczona Lewica ("Verenigd Links"), maar deze behaalde uiteindelijk slechts 7,60% van de stemmen en bleef daarmee onder de kiesdrempel van 8%, die voor coalities van partijen gold. Hiermee verdween de SLD voor het eerst uit het Poolse parlement.

## Voorzitters van de SLD
| naam                  | van              | tot              |
| --------------------- | ---------------- | ---------------- |
| Leszek Miller         | 15 april 1999    | 6 maart 2004     |
| Krzysztof Janik       | 6 maart 2004     | 18 december 2004 |
| Józef Oleksy          | 18 december 2004 | 29 mei 2005      |
| Wojciech Olejniczak   | 29 mei 2005      | 31 mei 2008      |
| Grzegorz Napieralski  | 31 mei 2008      | 10 december 2011 |
| Leszek Miller         | 10 december 2011 | 23 januari 2016  |
| Włodzimierz Czarzasty | 23 januari 2016  |                  |

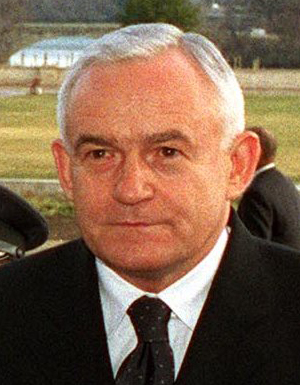
Leszek Miller
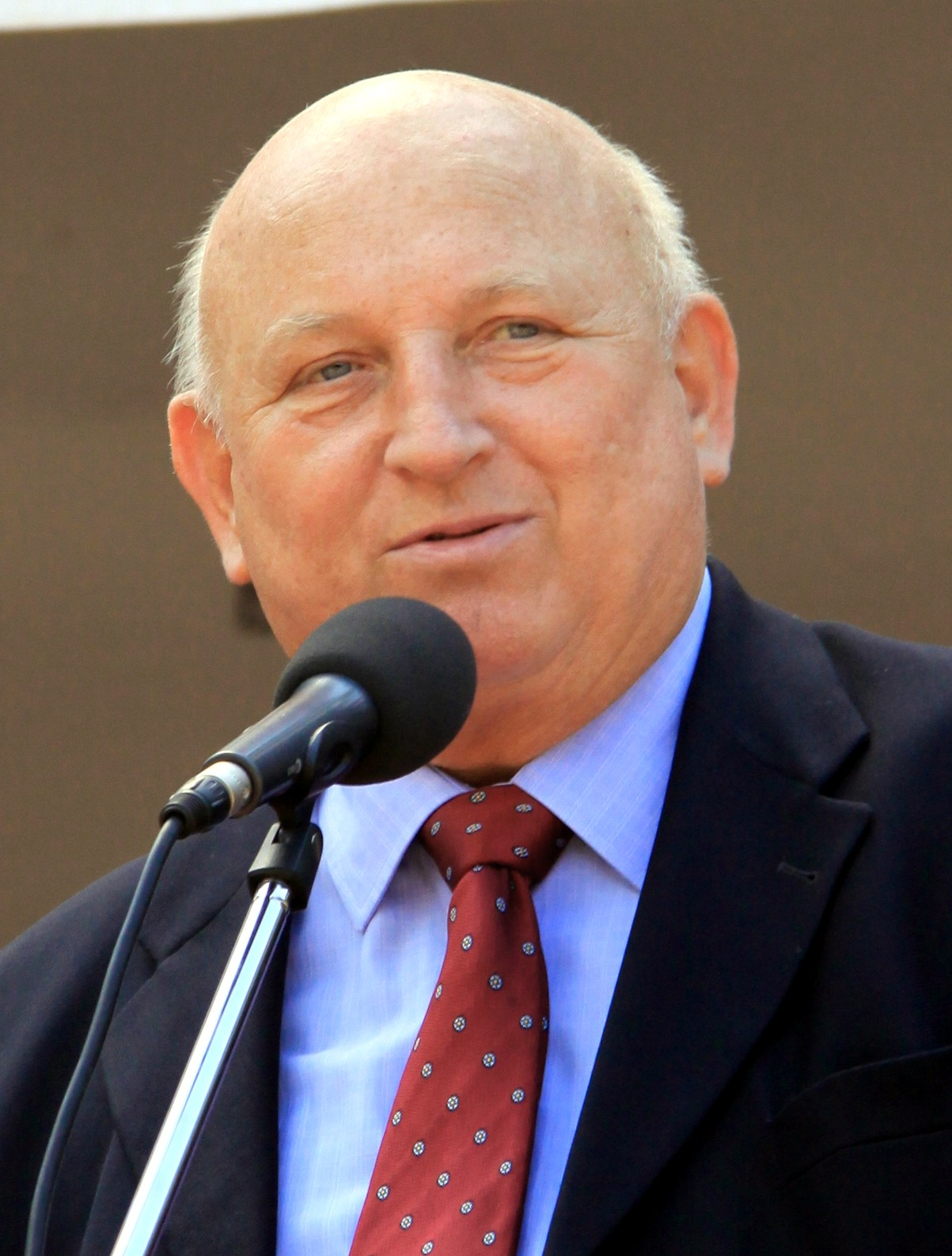
Józef Oleksy
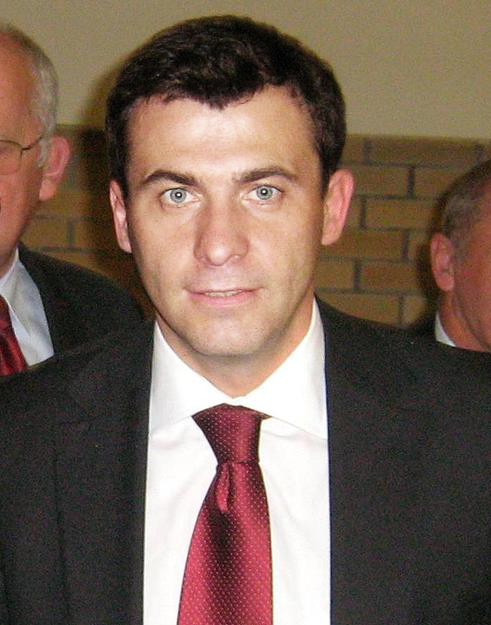
Wojciech Olejniczak
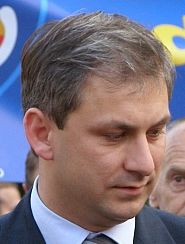
Grzegorz Napieralski